# Ernst Kummer
Ernst Eduard Kummer (Sorau, Brandeburgo, Prusia, 29 de enero de 1810 - Berlín, Alemania, 14 de mayo de 1893) fue un matemático alemán. Altamente capacitado para la matemática aplicada, Kummer instruyó sobre balística a oficiales del ejército alemán; tras lo que enseñó durante 10 años en un Gymnasium (el equivalente alemán a un instituto), donde inspiró la carrera matemática de Leopold Kronecker. Se retiró de la enseñanza y la matemática en 1890.

## Contribuciones a la matemática
Kummer realizó varias contribuciones a la matemática en áreas diversas; codificó algunas de las relaciones entre series hipergeométricas diferentes (relaciones de contigüidad). La superficie de Kummer resulta de tomar el cociente de una variedad abeliana bidimensional por el grupo cíclico {1, −1} (un orbifold temprano: tiene 16 puntos singulares, y su geometría se estudió largamente en el siglo XIX). Véanse también la función de Kummer, el anillo de Kummer y la suma de Kummer.

### Kummer y el último teorema de Fermat
Kummer probó el último teorema de Fermat para una clase considerable de exponentes primos (véase primo regular, grupo de clases de ideales). Sus métodos fueron quizá más cercanos a los p-ádicos que a los de la teoría de ideales tal como se entendió más tarde, aunque aquí aparezca el término 'ideal'. Estudió lo que luego se llamarían extensiones de Kummer de cuerpos: esto es, extensiones generadas al adjuntar una raíz n-ésima a un cuerpo que ya contiene una raíz de la unidad n-ésima primitiva. Esta es una extensión significativa de la teoría de extensiones cuadráticas, y la teoría predecesora de las formas cuadráticas (enlazada a la 2-torsión del grupo de clase). Como tal, aún es el fundamento de la teoría de cuerpos de clases.

### Superficie de Kummer
También desarrolló la superficie de Kummer, que es un caso especial de las superficies K3 de André Weil (este nombre se les dio por el pico del Himalaya descubierto al tiempo del trabajo de Weil. Otra explicación es que K3 viene del trío de matemáticos Kummer, Kodaira y Kähler). Las superficies K3 son las variedades de Calabi-Yau de dimensión dos, y han jugado un papel importante en la teoría de cuerdas.

## Balística
Kummer realizó investigaciones adicionales en balística y, junto con William Rowan Hamilton, investigó los
sistemas de marcas radiales generados por el impacto de un proyectil sobre una superficie.